# Vol Aero 311
Le vol Aero 311 était un vol intérieur régulier de passagers opéré par Aero Oy (aujourd'hui Finnair) entre Kronoby et Vaasa, en Finlande. Le 3 janvier 1961, l'avion effectuant ce vol, un Douglas DC-3, s'est écrasé dans le village de Kvevlax (en) (en finnois : Koivulahti), qui aujourd'hui fait partie de Korsholm (en finnois : Mustasaari), ne laissant aucun survivant parmi les 25 personnes à bord. 
Cet accident aérien, souvent appelé la catastrophe aérienne de Kvevlax, reste le plus meurtrier de l'histoire de la Finlande. L'enquête qui a suivi a révélé que les deux pilotes étaient en état d'ivresse et n'auraient pas dû piloter cet avion.

## Avion

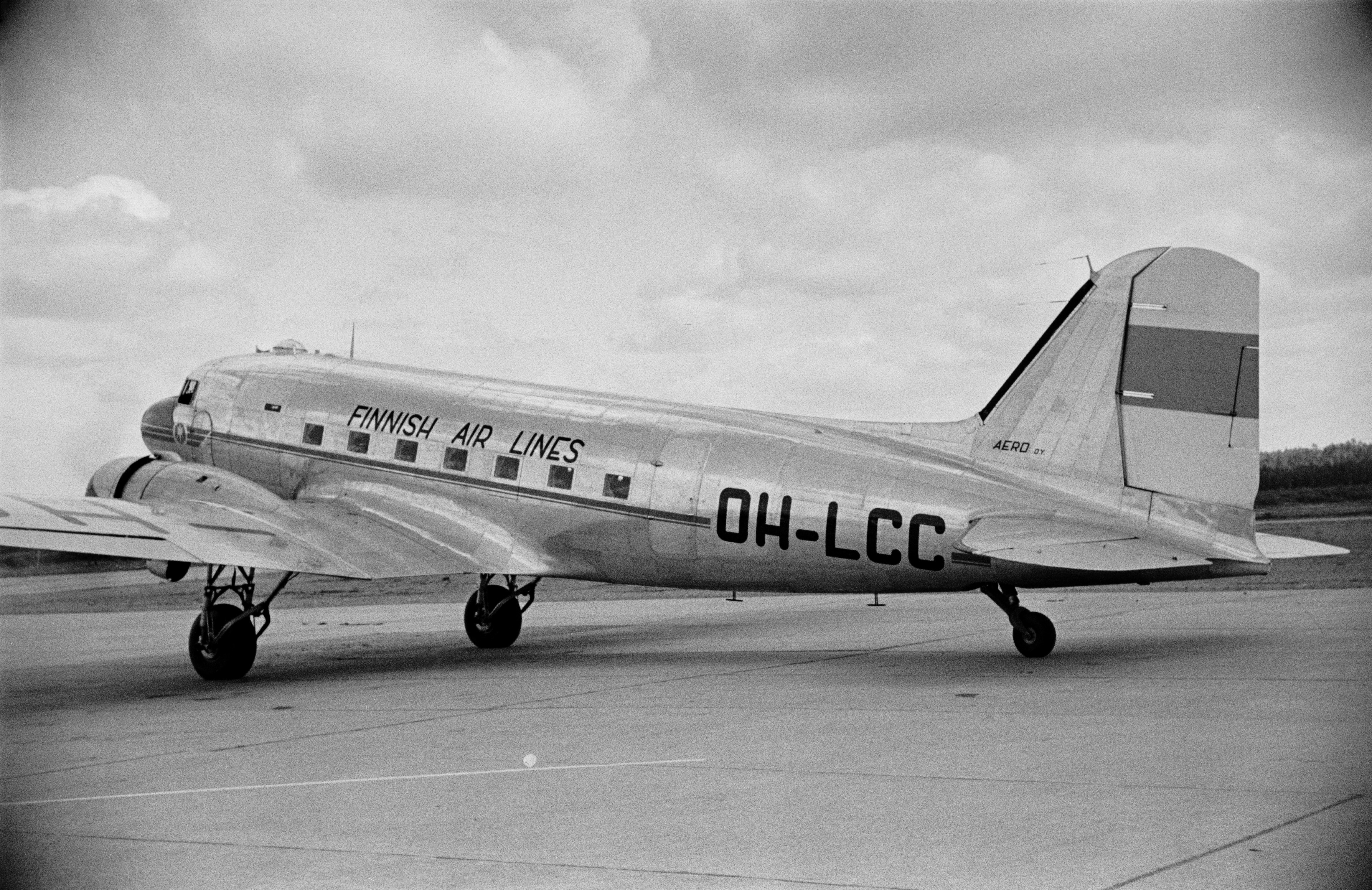
Le DC-3 impliqué dans l'accident (OH-LCC), dans une livrée précédente, photographié à l'aéroport d'Helsinki-Vantaa en 1947.

L'appareil impliqué était un Douglas DC-3, immatriculé OH-LCC (numéro de série 25511/14066) et fabriqué en 1944. Ce bimoteur court/moyen-courrier, propulsé par deux moteurs en étoile Pratt & Whitney R-1830-92, totalisé 24 349 heures de vol au moment de l'accident.

## Déroulement du vol
Le vol 311 devait décoller de l'aéroport de Kronoby à 07 h 00, mais les préparatifs de décollage ont pris du retard et l'avion a finalement décollé à 07 h 16. Le copilote a demandé au contrôle aérien de lui accorder une altitude de vol libre, ce qui lui a été accordé par la suite. Cela a permis au vol 311 de voler à n'importe quelle altitude supérieure à l'altitude de vol minimale pour la liaison Kronoby - Vaasa, qui était de 1 500 pieds (460 m). Les pilotes n'ont pas respecté ces règles sur les 40 derniers kilomètres, au cours desquels ils ont volé à moins de 330 pieds (100 m).

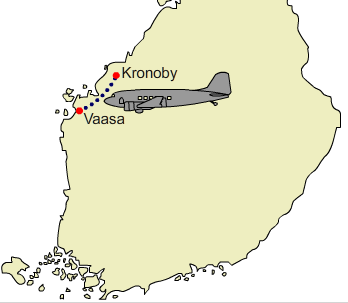
Itinéraire emprunté par le vol 311.

Peu après le dernier contact radio entre le vol 311 et le contrôle aérien, au cours duquel les pilotes ont confirmé le rapport météo et ont déclaré qu'ils seraient à la balise non directionnelle (NDB) de Seppä d'ici quelques minutes, l'équipage a commencé à se préparer pour l'atterrissage, en descendant à moins de 160 pieds (50 m). 
Soudain, le DC-3 a viré brusquement vers la gauche ; cela a ralenti l'avion et perturbé considérablement le flux d'air s'écoulant sur ses ailes. Les pilotes ont essayé de corriger la situation en mettant les gaz à fond, mais cela n'a pas aidé et l'avion est parti en vrille. La dernière chose que les témoins oculaires au sol ont vue était que les pilotes avaient allumé les phares d'atterrissage, avant que l'avion ne s'écrase dans les bois à 07 h 40 min 30 s, dans un virage serré à 70° sur la gauche. 
Les premiers intervenants, arrivés sur les lieux du crash dix minutes après l'accident, n'ont pu sauver personne en raison du feu intense qui s'est produit lors de l'impact au sol. L'avion a été en grande partie détruit par les forces d'impact et l'incendie ; aucun des 22 passagers et 3 membres d'équipage n'a survécu au crash.

## Enquête

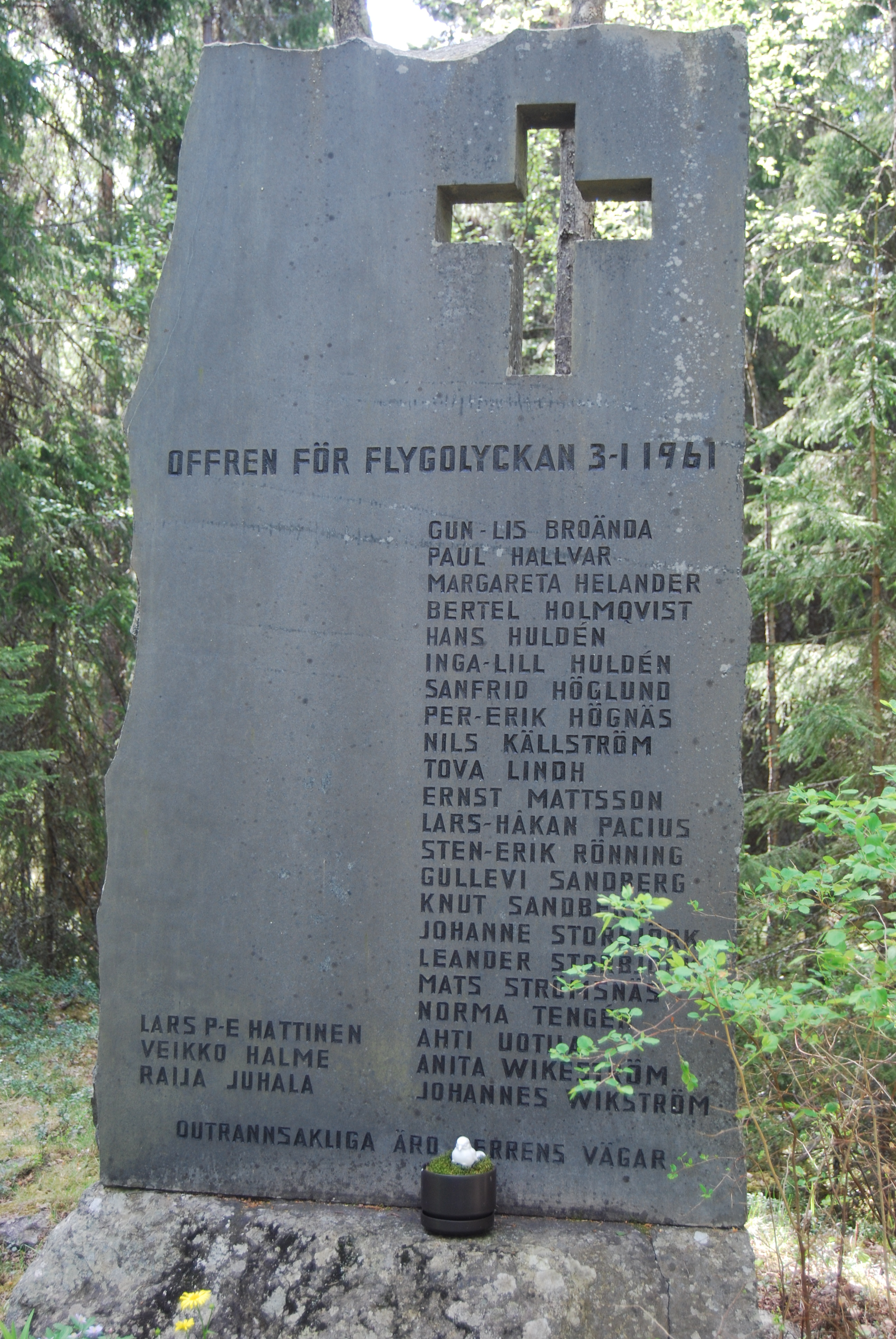
Mémorial en souvenir des victimes de l'accident.

Les responsables du Bureau d'enquête finlandais sur les accidents (AIB) ont conclu que le DC-3 était en état de vol. Aucune preuve de dysfonctionnement mécanique, d'impact de l'avion contre des arbres ou d'explosion n'a été trouvée. Il était possible que les commandes de l'avion aient été gelées, car le vol était effectué lors d'une froide journée d'hiver. 
Le rapport d'enquête a conclu que cela était peu probable conte tenu des conditions de vol, et une aile intacte qui s'était séparée de l'épave principale ne présentait aucune trace de glace. Les pilotes n'ont pas non plus signalé par radio de givrage lors du vol. La cause probable de l'accident a été déterminée comme étant une erreur de pilotage lors d'un virage à gauche. Il est possible qu'un des passagers ait été présent dans le cockpit durant l'approche, en raison de la position de son corps dans l'épave.
Selon le rapport de l'AIB, ni le commandant de bord, Lars Hattinen, ni le copilote, Veikko Halme, n'étaient en état de piloter. Ils n'avaient pas suffisamment dormi la nuit précédente et avaient beaucoup bu avant le décollage. Les autopsies ont révélé que le commandant Hattinen avait un taux d'alcool dans le sang de 0,20 (2 ‰), tandis que celui du copilote Halme était de 0,156 (1,56 ‰). Au total, les deux pilotes, ainsi que le passager éventuellement présent dans le poste de pilotage, avaient bu seize bouteilles de bière, sept gin grogs et 900 grammes de cognac entre 21 h 50 et 02 h 00. Le commandant Hattinen a donc négligé sa responsabilité concernant la sécurité de l'avion et de ses passagers, et ni lui ni le copilote Halme n'étaient en état de piloter le jour de l'accident.
La réglementation de l'Organisation de l'aviation civile internationale (OACI) et les contrats de travail personnels des pilotes interdisaient l'ivresse pendant le temps de travail des équipages - des dispositions que Hattinen et Halme ont tous les deux ignorées. Lors de l'interrogatoire de police, aucun des employés de l'aéroport de Kronoby n'a déclaré avoir remarqué que les pilotes étaient ivres. Seul un ouvrier du bâtiment, dont le frère était l'une des victimes, a déclaré avoir noté cette possibilité en se basant sur leur comportement, mais n'en avoir pas pu être certain. De plus, le commandant Hattinen étant un vétéran de la Seconde Guerre mondiale et un ancien pilote de chasse comptant six victoires aériennes à son actif, il était habitué à prendre de gros risques avant et pendant les vols.